# Diario Liberal (Córdoba)
El Diario Liberal fue un periódico español publicado en la ciudad de Córdoba entre 1910 y 1931.

## Historia
El periódico nació en 1910 como órgano local del Partido Liberal, bajo el patrocinio del político Eugenio Barroso. En el momento de su fundación la dirección fue encomendada al liberal Patricio López y González de Canales. Entre los directores del diario destacó el periodista Eduardo Baro Castillo, que es el que más tiempo estará al frente de la publicación. A lo largo de su existencia por lo general tuvo una baja audiencia y una mala situación económica, lo que no impedirá que siga editándose durante dos décadas. Terminó desapareciendo en 1931, poco después de la llegada de la República.